# Partido Progresista Alemán
El Partido Progresista Alemán (en alemán: Deutsche Fortschrittspartei, DFP) fue un partido político del Imperio alemán. Fue fundado el 6 de junio de 1861 por los diputados liberales en el Landtag de Prusia. Durante sus primeros años, el partido se mantuvo en estricta oposición a la política de Otto von Bismarck. Ya como parte del Imperio alemán, se acercó moderadamente a Bismarck, apoyando el Kulturkampf.
Posteriormente el partido volvió a oponerse a Bismarck. El Partido Progresista se fusionó en 1884 con la Unión Liberal para formar el Partido Librepensador Alemán.